# フィリップ・ヤーコプ・クレッチュマー

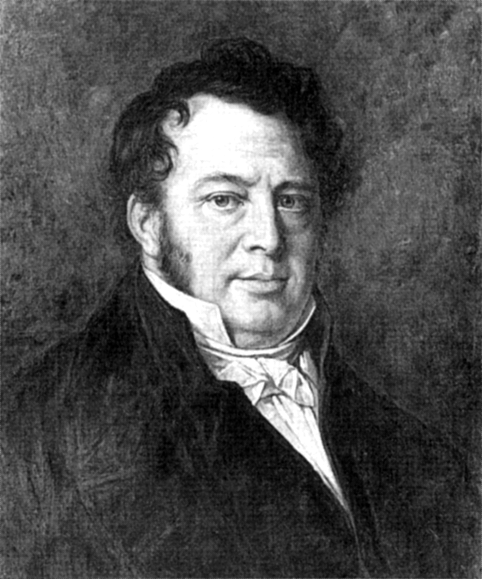
フィリップ・ヤーコプ・クレッチュマー

フィリップ・ヤーコプ・クレッチュマー（Philipp Jakob Cretzschmar、1786年6月11日 - 1845年5月4日）はドイツの解剖学者、動物学者。

## 略歴
ヘッセン州のズルツバッハに牧師の息子に生まれた。ヴュルツブルク大学で自然科学を学んだ後、ハレ大学で医学を学んだ。ナポレオン戦争では、バイエルンは当初、ナポレオン側についていたので、ヴュルツブルクに戻ったクレッチュマーは1908年にフランス陸軍に参加し、1813年まで軍医として働いた後、ザクセン公国の軍で働いた。戦後、ウィーンやパリで医師として働いた後、フランクフルト・アム・マインに移り、医師として働き、ゼンケンベルク医学研究所で解剖学と自然科学を教えた。
フランクフルトに作られた、ゼンケンベルク自然史協会（Senckenbergische Naturforschende Gesellschaft）の創立メンバーであり、1817年に会長（Direktor）となり、協会を長く率いた。同じ協会の創立メンバーのアフリカ探検家のエドゥアルト・リュッペルがアフリカで集めた標本を研究した。リュッペルの著書、「北アフリカの旅の全図」（"Atlas zu der Reise im nördlichen Afrika":1826-1828）の鳥類学の章を執筆し、30種の鳥類の新種を記載した。記載した新種の鳥類にはノドアカホオジロ（Emberiza caesia）などが含まれる。クレッチュマーの鳥類のコレクションはゼンケンベルク自然博物館の収集資料のもととなった。
1828年にドイツの科学アカデミーレオポルディーナの会員に選ばれた。
1917年から、ゼンケンベルク自然史協会は、優れた科学的成果を顕彰するクレッチュマー・メダルの授与を行っている。